# Spaniocentra pannosa
Spaniocentra pannosa là một loài bướm đêm trong họ Geometridae.